# Maryland Bobcats Football Club
O Maryland Bobcats FC, anteriormente conhecido como World Class Premier Elite (WCPE), é um time americano de futebol  com sede no Condado de Montgomery, Maryland, fundado em 2016. A equipe disputa a National Independent Soccer Association na terceira divisão do Futebol dos Estados Unidos. Os Bobcats também jogam na United Premier Soccer League e na Eastern Premier Soccer League .

## Clube e programa juvenil
O clube começou como uma equipe amadora masculina como uma forma de os amigos continuarem a se manter em contato e de os jogadores estarem em forma quando procuram oportunidades de jogo profissional. Ele passou por várias mudanças de nome, estabelecendo-se como World Class Premier Elite conforme o clube estava ganhando destaque. O clube acabou tendo duas equipes e disputando com dois diferentes times campeonatos em Washington DC e Baltimore. O WCP foi o campeão da temporada de primavera de 2018 na Washington Premier League (WPL) e na Maryland Major Soccer League (MMSL). Ambas as ligas são afiliadas à United States Adult Soccer Association (USASA).
No final de 2019, o clube anunciou que iria mudar a marca para Maryland Bobcats FC, inaugurando a nova área do clube.
Na primavera de 2020, o clube anunciou a formação de sua nova Academia Juvenil, que vê o time profissional no topo, o time reserva (Maryland Bobcats FC II), e então times juvenis abaixo dos times masculinos. As seleções juvenis terão acesso às seleções masculinas e vice-versa, e os jogadores identificados serão trazidos para potencialmente treinar e viajar com as seleções masculinas.

## História

### Ligas amadoras locais e nacionais
No outono de 2018, o World Class Premier participou do torneio de qualificação da US Open Cup de 2019 e chegou à rodada final antes de cair para o Virginia United FC em um mata-mata.
O WCP foi anunciado como a mais nova expansão da United Premier Soccer League em Maryland em 30 de novembro de 2018. A equipe compete na Conferência Nordeste e joga seus jogos em casa UPSL no estádio de futebol da Montgomery Blair High School, em Silver Spring, Maryland, em conformidade com os Padrões Mínimos da UPSL.
Durante a temporada de primavera de 2019, a equipe ficou quase invicta na Divisão Norte do Atlântico Central (9-0-1) e terminou a temporada regular em primeiro lugar. Venceu os playoffs da Divisão, derrotando o San Lee FC e, eventualmente, o Baltimore United FC na final. O WCP caiu para o eventual campeão Florida Tropics SC nas quartas de final nacionais em 13 de julho.
Na temporada seguinte, o WCP (que mais tarde mudou seu nome para Maryland Bobcats FC no meio da temporada) terminou a temporada regular invicto. Nos playoffs, a equipe venceu cinco jogos consecutivos para vencer a Divisão do Meio Atlântico da UPSL, a Conferência do Nordeste e, por fim, o Campeonato Nacional de outono de 2019. A final, disputada no Buccaneer Field da Barry University, em Miami Shores, Flórida, viu os Bobcats derrotarem o Santa Ana Winds FC por 3 a 1 na prorrogação.
Em 26 de setembro de 2019, foi anunciado que o clube se juntaria à National Premier Soccer League como um time de expansão. Os Bobcats, originalmente aceitos como WCP, estavam programados para começar a jogar na Conferência do Meio Atlântico da Região Nordeste em 2020, com partidas em casa na Montgomery Blair High School em Silver Spring, Maryland . No entanto, em março de 2020, a liga anunciou que a temporada de 2020 foi cancelada devido à pandemia COVID-19 .
Em 6 de agosto de 2020, o Maryland Bobcats foi anunciado como um novo membro da Eastern Premier Soccer League .

### Passe para o jogo profissional
Em meados de julho de 2020, os Bobcats foram anunciados como participantes da NISA Independent Cup, um torneio regional realizado pela National Independent Soccer Association, uma liga da Divisão 3 sancionada pelo USSF, entre seus membros profissionais e times profissionais / amadores independentes. Os Bobcats foram escolhidos como anfitriões da Região do Meio Atlântico do evento, que incluía o FC Baltimore Christos, o New Amsterdam FC e o New York Cosmos no Maryland SoccerPlex, antes que o surgimento de casos de COVID-19 forçasse seu adiamento e realocação. Após vários atrasos climáticos, os Bobcats venceram a região do Meio-Atlântico no sábado, 10 de outubro.
Em 27 de julho de 2020, o Bobcats anunciou que havia se inscrito para ingressar na NISA. Se aceito, seria o primeiro time profissional de futebol do estado desde o Crystal Palace Baltimore . Maryland foi oficialmente anunciado como novo membro da liga em 13 de outubro de 2020, com planos para começar a jogar na primavera de 2021.

## Títulos
Campeão Invicto
| NACIONAIS      | NACIONAIS                        | NACIONAIS | NACIONAIS  |
|                | Competição                       | Títulos   | Temporadas |
| -------------- | -------------------------------- | --------- | ---------- |
| Estados Unidos | NISA Indepenent Cup Mid-Atlantic | 1         | 2020       |
| Estados Unidos | United Premier Soccer League     | 1         | 2019 Fall  |